# Monte dei Paschi di Siena

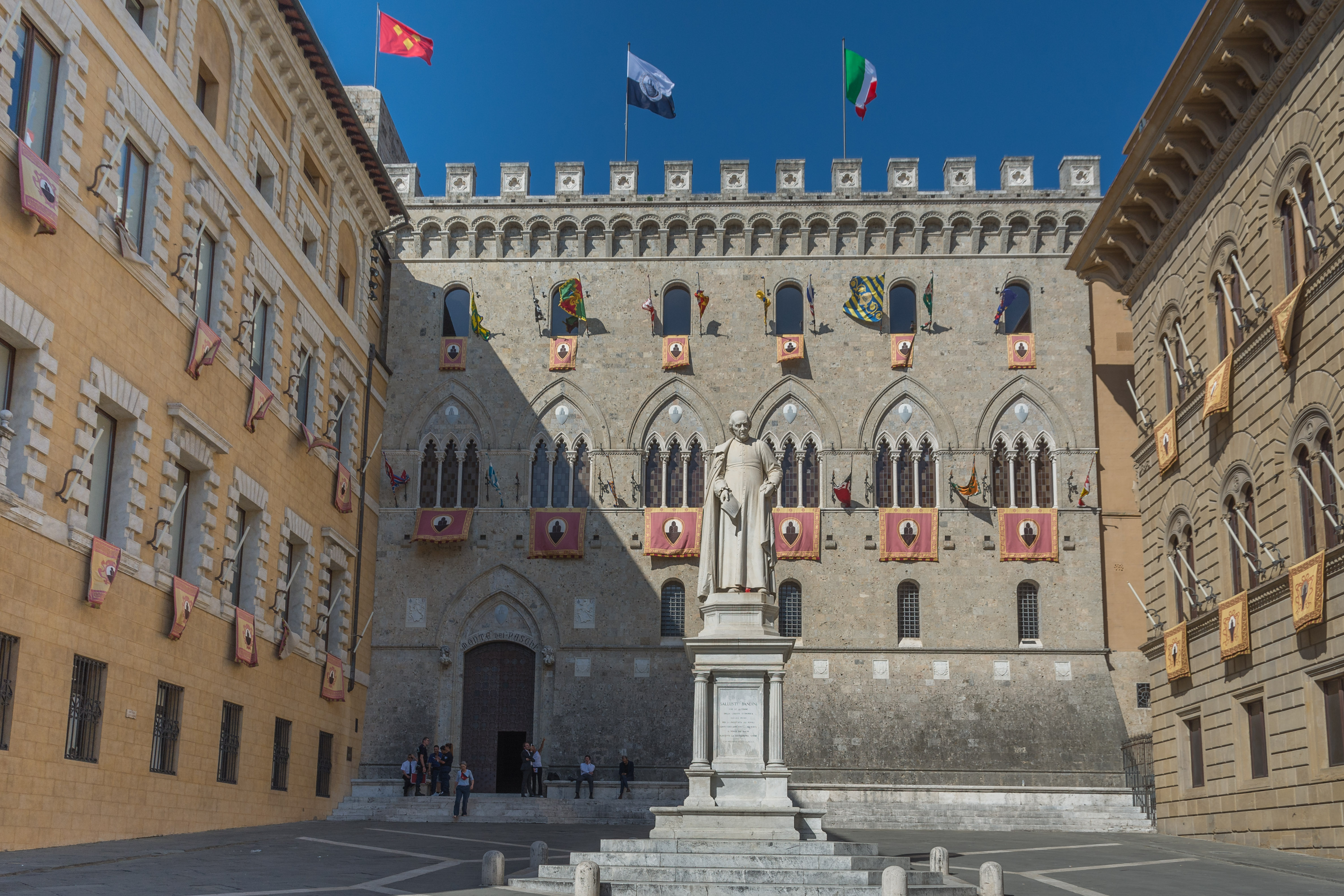
Палаццо Салимбени — здание штаб-квартиры Монте дей Паски ди Сиена в Сиене, Италия

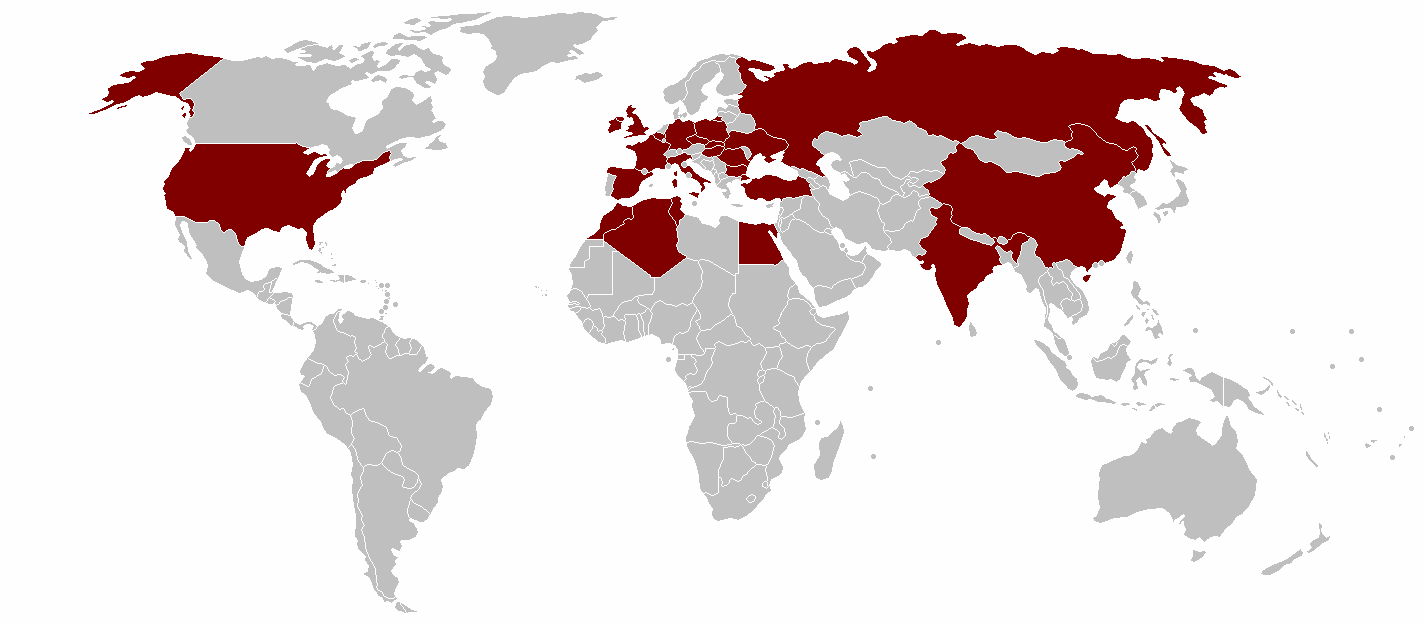
Страны, в которых имеются филиалы и представительства группы MPS

Monte dei Paschi di Siena (полное название итал. Banca Monte dei Paschi di Siena S.p.A. (MPS), читается Монте дей Паски ди Сиена) — старейший банк в мире, существующий до сих пор. Основан в 1472 году властями города-государства Сиена, Италия. На конец 2020 года имел 1418 отделений, обслуживал 4 млн физических и юридических лиц.

## История
Банк основан в 1472 году Генеральным советом Сиенской республики для предоставления займов по низким процентным ставкам наименее обеспеченным гражданам. Банк первоначально назывался Monte di Pietà, или Monte Pio от слова «Monte», что означало кучу, груду денег, привлекаемых от вкладчиков и предназначенных для выдачи недорогих займов.

### XX век
В течение последующих столетий банк претерпел ряд реорганизаций. В начале XX века стал вторым по величине сберегательным банком Италии, имея отделения в двадцати городах по всей Италии. В течение последних ста лет банк продолжал интенсивно развиваться с учётом новых тенденций в развитии мировой экономики и в настоящее время является не только символом банковского дела, но и одним из известнейших в мире финансовых холдингов — «Группа MPS», ведущим свою деятельность не только в Италии, но и во всех ведущих финансовых центрах мира.

### XXI век
Финансовые проблемы банка начались с покупки в ноябре 2007 года у испанской Grupo Santander итальянского регионального Banca Antonveneta за 9 млрд евро. 2011 год банк закончил с убытком 4,7 млрд евро из-за списания активов, большая часть которых была связана с Antonveneta. Для покрытия убытков банку пришлось провести дополнительную эмиссию акций и выпустить облигации. 
Убыток за 2012 год составил 3,17 млрд, в 2013 году — 1,44 млрд евро. В октябре 2014 года бывшие председатель правления, главный исполнительный и главный финансовый директора получили по 3,5 года лишения свободы за предоставление ложной информации регуляторам банковского рынка. 
Чистый убыток по результатам 2014 года составил 5,3 млрд евро. В июле 2017 года Министерство финансов Италии вложило в банк 5,4 млрд евро в обмен на 68 % акций. В 2018 году просроченные кредиты на сумму 24 млрд евро были переданы государственной компании AMCO, и этот год MPS сумел закончить с прибылью. 
Следующий год вновь был закончен с убытком 1 млрд евро и в мае 2020 года CEO Марко Морелли подал в отставку. В октябре 2020 года он был осуждён за фальсификацию отчётности. В июле 2021 года начались переговоры о продаже MPS второму крупнейшему банку Италии UniCredit.
По результатам 2020 года зафиксирован чистый убыток в 1,69 млрд. евро. В 2021 году зафиксирована прибыль в размере 310 млн. евро, что явилось лучшим показателем банка с 2015 года.
В конце октября 2021 года переговоры о приобретении банка банком UniCredit провалились.
За период март 2023 — март 2024 капитализация банка выросла в 2,4 раза.
В ноябре 2023 года Министерство финансов продало 25% акций банка за 920 млн евро.
27 марта 2024 года Министерство продало 12,5% акций банка (157,5 млн акций) за 650 млн евро по цене 4,15 евро за акцию.
В ноябре 2024 года Министерство продало 15 % акций (189 млн акций) за 1,09 млрд евро по цене 5,79 евро за акцию. 5 % акций приобрёл Banco BPM, 3 % — компания «Anima».
24 июня 2025 года Европейский центральный банк предварительно одобрил заявку MPS на приобретение Mediobanca за 14 млрд евро. 2 июля 2025 года сделку также одобрила Комиссия Италии по компаниям и ценным бумагам. Заявка банка действует до 8 сентября 2025 года.

## Основные акционеры
Основными акционерами по состоянию на ноябрь 2024 года являлись:
- Министерство экономики и финансов Италии — 11,7 %
- Assicurazioni Generali — 4,319 %
- «Anima» — 4 %

## Деятельность
Сеть банка на 2020 год насчитывала 1418 отделений и 2647 банкоматов в Италии, а также 1 отделение в Шанхае, 9 представительств в Европе, Северной Африке, Индии и КНР и дочерний банк во Франции Monte Paschi Banque S.A., который с 2018 года находится в процессе ликвидации. Обслуживает около 4 млн клиентов.
Активы на конец 2020 года составили 150 млрд евро, из них 82 млрд пришлось на выданные кредиты (в том числе 55 млрд ипотечных). Принятые депозиты составили 91,5 млрд евро. Чистый процентный доход составил 1,29 млрд евро, комиссионные доход — 1,43 млрд евро; на розничный банкинг пришлось 2 млрд из 2,9 млрд евро выручки банка.

## Коллекция произведений искусства банка
В штаб-квартире банка, Палаццо Салимбени, находится собрание произведений искусства и бесценные исторические документы, принадлежащие банку. Коллекция недоступна для широкой публики. В коллекции, начало которой положила работа Бенвенуто ди Джованни, представлены работы следующих художников:
- XIV век: Пьетро Лоренцетти, Ченнино Ченнини, Мастер из Панзано[итал.], Тино ди Камаино.
- XV век: Сассетта, Мастер Оссерванца, Джованни ди Паоло, Сано ди Пьетро, Франческо ди Вальдамбрино[итал.].
- XVI век: Доменико Беккафуми, Марко Пино[англ.], Алессандро Касолани, Винченцо Рустичи, Франческо Ванни.
- XVII век: Пьетро Сорри, Джованни Франческо Рустичи, Рутилио ди Лоренцо Манетти[англ.], Рафаэлло Ванни, Доменико Манетти[англ.], Бернардино Мэй[англ.].
- XVIII век: Джузеппе Дзокки
- XIX век: Франческо Ненчи[англ.], Луиджи Муссини, Амос Кассиоли, Алессандро Франкини[англ.], Чезаре Маккари, Пьетро Альди